# Останній листок
«Оста́нній листо́к» (англ. The Last Leaf) — новела американського письменника О. Генрі. Це історія справжньої дружби і самопожертви. Вперше її було надруковано у збірці «Палаючий світильник» (The Trimmed Lamp and Other Stories, 1907). «Останній листок» — одна з найкращих новел у світовій літературі, присвячених темі відданості людини, любові до ближнього. Вона вирізняється великою увагою до «маленької людини», порушує проблеми злиденного життя людей мистецтва, боротьби за виживання, взаємопідтримки і самопожертви.

## Сюжет
В одному з районів Нью-Йорка утворився мистецький квартал, в якому поселились здебільшого бідні художники, що не мають сталих доходів. На горищі триповерхового цегляного будинку в спільній студії живуть дві подруги — Сью і Джонсі. І все було б добре, але разом з похолоданням у листопаді почалася епідемія пневмонії. Джонсі злягла, більш того, зневірилася у своєму одужанні. Сью дбає про неї, але вирок лікаря однозначний: хвора зможе одужати лише якщо сама знайде сили і бажання жити. Тим часом слабка і зневірена Джонсі вже почала зворотній відлік. Вона втовкмачила собі в голову, що помре тільки-но впаде останній листок з плюща, який в'ється по стіні будинку навпроти. Сью з жахом слідкує як щогодини падають останні з листків
Та як би там не було робота не чекає. Сью запрошує позувати сусіда з першого поверху. Це шістдесятирічний художник-невдаха Берман, який все життя готується створити шедевр і непомітно скочується в алкоголізм. Сью між іншим розповідає йому про хворобливі думки Джонсі. А наступного ранку після сильної нічної бурі на плющі залишається тільки один листок. Дивно, як його не здуло вітром. Цей подив надихає Джонсі, вона починає одужувати. А тим часом за кілька днів стрімкої пневмонії у лікарні помирає Берман, він застудився тої вітряної ночі. Сью відкриває Джонсі секрет — останній листок не впав, тому що був намальований Берманом на стіні будинку. Це і є шедевр усього його життя.

## Аналіз твору
Цю новелу вирізняє динамічний сюжет і зразкова композиція. О. Генрі використав свій улюблений прийом побудови сюжету — несподівана кінцівка, однак цього разу ще й з подвійною розв'язкою. Отже «Останній листок» має дві сюжетні лінії, одна з яких розповідає про життя і хворобу молодої дівчини Джонсі, а друга — про старого художника-невдаху Бермана та його шедевр. Спочатку здається, що головною сюжетною лінією є хвороба дівчини, але насправді це самовідданий вчинок Бермана, на який ніхто не очікував. Обидві сюжетні лінії набувають несподіваного розв'язання в кінці новели, коли стає відомо чим пожертвував старий художник заради порятунку молодої дівчини, яка вже втратила надію на одужання і віру в себе. Ніхто навіть не міг сподіватись, що саме Берман врятує життя Джонсі, ще й втративши своє. Завдяки такому прийому автор тримає читача в напрузі аж до кінця новели. Образ Бермана кардинально змінюється, він виростає в очах читача завдяки вчинку самопожертви, врятувавши життя, створивши свій перший і останній шедевр. Через образ Бермана автор розкриває найкращі риси характеру, притаманні людині, зокрема почуття любові до інших, небайдужість до чужого горя, взаємовиручка.
Описане в «Останньому листку» психологічне підґрунтя, на якому зав'язується сюжет — не авторська вигадка, а науково доведений факт. Ще з кінця XIX століття психіатри звернули увагу на зв'язок між психологічним станом людини і фізичним станом її здоров'я. Для багатьох хвороб було доведено можливість виникнення на тлі стресу, депресії. Позитивне або негативне самонавіювання також відіграє важливу роль у динаміці одужання: статистично доведено, що позитивно налаштовані оптимістичні люди, особливо за підтримки близьких, одужують швидше, ніж песимісти або самотні особи. Втім, у цій новелі присутня й наукова неточність. Заради художньої образності О. Генрі описав листопад на плющі, хоча в дійсності ця ліана є вічнозеленою.

## Екранізації
- Перша екранізація у 1952 р. у фільмі «Вождь червоношкірих та інші» (США).
- Мультиплікаційний фільм «Останній лист» у 1984 р. (СРСР).
- Художній фільм «Останній лист» у 1990 р. (Казахстан).
- Художній фільм «Останній осінній листок» у 2005 р. (Україна).